# Leucostoma nimirum
Leucostoma nimirum är en tvåvingeart som beskrevs av Henry J. Reinhard 1956. Leucostoma nimirum ingår i släktet Leucostoma och familjen parasitflugor. Inga underarter finns listade i Catalogue of Life.